# 안제티
안제티 ("안제트 사람"이라는 뜻)는 그리스의 9번째 주, 부시리스로 알려진, 안제트를 중심으로 유명한 고대 이집트 신이다. 이 신은 아네즈티라는 별명으로도 알려져 있다. 안제티는 초기 이집트의 신들 중 하나로 여겨지며, 아마도 선사 이집트에 뿌리를 두고 있다.
안제티는 오시리스의 선구자로 생각된다. 오시리스와 마찬가지로 그는 사기꾼과 새끼 양을 잡고 묘사되며 오시리스의 아테프 왕관과 유사한 왕관을 가지고 있다. 최초의 진정한 피라미드를 지은 제4왕조의 파라오 스네르페는 안제티 왕관을 착용하고 있는 것으로 보인다. 피라미드 문에서 사망한 파라오는 안제티와 동일시된다. 세티 1세의 사원에서는 이시스가 동행한 오시리스-안제티에게 파라오가 향을 제공하는 것으로 표시된다.
그는 또한 "독수리의 황소"라는 별명으로 알려진 출산면을 갖고 있는 것으로 나타났다. 그의 이름은 상형 문자의 깃털에 양식화 자궁을 대입하여 작성되기도 한다.

## 안제티를 가리키는 글
[관문 V-385].... I immerse the waterways as Osiris,Lord of corruption,as Adjety,bull of vultures.
[관문 I-255]............... "Oh Horus Lord of Life,fare downstream and upstream from  Andjety,make inspection of those who are in Djedu,come and go in Rosetau,clear the vision of those who are in the underworld.Farer upstream from Rosetau to Abydos,the primeval place of the Lord of All. Oh Horus Life of Lord,
[관문 IV-331] ..............O Thoth vindicate Osiris against his foes in :--- the great tribunal which is in the two banks of the kite on the night of the drowning of the great god in Adjety.
[피라미드문 (피문) 182] ..."In your name the one who is in Andjet headman of his nomes"
[피문 220] ..................May your staff be the head of the spirits,as Anubis who presides over the Westerners,and Andjety who presides over the eastern nomes
[피문 614] :..............." Horus has revived you in this your  name of Andjety